# Гимаев, Рашит Фаритович
Рашит Фаритович Гимаев (род. 27 октября 1959, Уфа) — советский и российский хоккеист, нападающий. Тренер.

## Биография
Старший брат Ирек и младший Ринат также хоккеисты.
Начинал заниматься хоккеем в СДЮШОР «Салавата Юлаева», тренер Александр Кочкин. Бо́льшую часть карьеры (1976/77, 1979/80 — 1984/85, 1985/86 — 1989/90) провёл в «Салавате Юлаеве», забросил в составе клуба 186 шайб. Также играл за ЦСКА (1985/86), «Црвену звезду» (Югославия, 1990/91), «Итиль» Казань (1991/92). В середине 1990-х годов создал команду «Башэкспресс» для участия в чемпионате республики.
Весной 2015 года возглавил школу «Салавата Юлаева».